# Gustave Chadeuil
Pour les articles homonymes, voir Chadeuil.
François Gustave Andrieux-Chadeuil dit Gustave Chadeuil, né le 17 mars 1821 à Limoges et  mort le 14 février 1893 à Menton, est un écrivain et journaliste français.

## Biographie
Chadeuil fit des études de droit en province pour se préparer au notariat, et écrivit dès lors dans l’Indicateur et le Mémorial de Bordeaux. Établi à Paris, il publia des romans et des nouvelles dans une foule de journaux et de recueils.
En 1854, il entra au Siècle comme critique de musique et y fit depuis un feuilleton d’art hebdomadaire. En 1871, il a été l’un des fondateurs du XIXe siècle.
Il avait épousé Christine Desnoyers,  sœur d’Edmond de Biéville, en septembre 1854.

## Œuvres
- Les Djinns, poésies, 1846, in-8°.
- La Campagne d’Italie, 1859, 2 vol. in-8°.
- Les Mystères du palais, Mémoires d’un petit bossu, 1860, in-18.
- Le Curé du Pecq, 1861, in-18.
- Le Panthéon des hommes utiles, 1862, gr. in-8°, avec portraits gravés par Eugène Leguay, en collaboration avec Hippolyte Lucas.
- Jean Lebon, étude, 1863, in-18.
- Les amours d’un idiot, 1870, in-8°.

## Sources
- Gustave Vapereau, Dictionnaire universel des contemporains, Paris, Hachette, 1880, 5e éd., 1892 p. (lire en ligne), p. 385.